# Pingelap
Pingelap er en atol i delstaten Pohnpei (tidligere kaldt Ponape) i Mikronesien. Øen er specielt kendt for sine mange farveblinde indbyggere.
Omkring 10% af befolkningen har en sjælden arvelig sygdom med fuldstændig farveblindhed, akromatopsi.